# Вальдункільйо
Вальдункільйо (ісп. Valdunquillo) — муніципалітет в Іспанії, у складі автономної спільноти Кастилія-і-Леон, у провінції Вальядолід. Населення — 173 особи (2010).
Муніципалітет розташований на відстані близько 250 км на північний захід від Мадрида, 95 км на північний захід від Вальядоліда.

## Демографія
Динаміка населення (INE ):